# Прошовице
Прошовѝце (на полски: Proszowice) е град в Южна Полша, Малополско войводство. Административен център на Прошовишки окръг, както и на градско-селската Прошовишка община. Заема площ от 7,33 км2.

## Население
Според данни от полската Централна статистическа служба, към 1 януари 2014 г. населението на града възлиза на 6 184 души. Гъстотата е 844 души/км2.